# Lisa Chapman
Lisa Chapman (Hastings, 18 de agosto de 1984) es una deportista británica que compitió en natación.
Ganó una medalla de plata en el Campeonato Europeo de Natación en Piscina Corta de 2004, en la prueba de 100 m estilos. Participó en los Juegos Olímpicos de Atenas 2004, ocupando el sexto lugar en la prueba de 4 × 100 m libre.

## Palmarés internacional
| Campeonato Mundial en Piscina Corta | Campeonato Mundial en Piscina Corta | Campeonato Mundial en Piscina Corta | Campeonato Mundial en Piscina Corta |
| Año                                 | Lugar                               | Medalla                             | Prueba                              |
| ----------------------------------- | ----------------------------------- | ----------------------------------- | ----------------------------------- |
| 2004                                | Viena (Austria)                     | Medalla de plata                    | 100 m estilos                       |